# Hasselroth
Hasselroth är en kommun i Main-Kinzig-Kreis i Regierungsbezirk Darmstadt i förbundslandet Hessen i Tyskland. Kommunen bildades 1 joktober 1971 genom en sammanslagning av de tidigare kommunerna Neuenhaßlau och Gondsroth, Niedermittlau uppgick i Hasselroth 1 juli 1974.